# Галвин, Ной
Ной Эгиди Галвин (англ. Noah Egidi Galvin; род. 6 мая 1994, Катона, Нью-Йорк) — американский актёр и певец. Он наиболее известен по роли гея-подростка Кенни О’Нила в ситкоме ABC «Настоящие О’Нилы», временной главной роли в бродвейском мюзикле «Дорогой Эван Хэнсен» и роли доктора Ашера Уолка в телесериале «Хороший доктор». Он также исполнил роль Герцогини в офф-бродвейском мюзикле «Алиса наизусть» и спел партию Брайана в записи музыкальной адаптации «Ужастики». За свою игру в «Театральном лагере» Гэлвин был номинирован на премию Independent Spirit Awards в категории «Лучшая роль второго плана» (2024).

## Биография

### Ранние годы
Ной Галвин родился 6 мая 1994 года в Катоне, штат Нью-Йорк, там же и вырос. У него есть два брата и сестра, его родной брат — американский мультиинструменталист Йок Лор. Его отец был католиком ирландского и итальянского происхождения, а мать, Эбби (урождённая Финк), еврейка. Он был воспитан «как иудей и католик, посещая Братство христианского учения, еврейскую школу и церковь» и называл себя евреем. Отец Галвина, Остин, умер в ноябре 2023 года после продолжительной болезни.

### Карьера
Галвин снялся в двух сезонах сериала «Настоящие О'Нилы», но шоу было закрыто в 2017 году. До этого Ной выступал за пределами Бродвея в таких коллективах, как Signature, Playwrights Horizons, MCC, The Public, The Culture Project, The Flea, The Wild Project, New York Theatre Workshop, Barrow Street Theater, Rattlestick и Ensemble Studio Theater.
Также он озвучил аудиокниги «Хорошо быть тихоней» Стивена Чбоски и «Прости меня, Леонард Пикок» Мэтью Квика.
В августе 2017 года Галвин был назначен временным претендентом на главную роль в бродвейской постановке «Дорогой Эван Хансен», взяв на себя эту ответственность после ухода Бена Платта. Ной взял на себя роль Эвана 21 ноября 2017 года и сыграл свой последний спектакль 4 февраля 2018 года. В мае 2018 года Галвин был объявлен частью актёрского состава для режиссёрского дебюта Оливии Уайлд «Книжный магазин» (англ. «Booksmart»). Премьера фильма состоялась на кинофестивале South by Southwest 10 марта 2019 года, а его премьера в кинотеатрах США состоялась 24 мая 2019 года.
Галвин присоединился к бродвейской постановке «Официантка», играя Оги с 29 апреля по 18 августа 2019 года, после чего роль перешла к Тодрику Холлу. Ной озвучил роль Артура в романе «Что, если это мы» Адама Сильверы и Бекки Алберталли. Впоследствии он также озвучил роль принца Руперта в подкасте Gimlet «Два принца», который был выпущен 4 июня 2019 года.
17 февраля 2020 года Галвин принял участие в концерте-презентации мюзикла «Иосиф и его удивительный плащ снов» компании Manhattan Concert Productions в Линкольн-центре, посвященном 50-летию компании.
В 2020 году Ной Галвин присоединился к четвёртому сезону телесериала «Хороший доктор» в роли гомосексуального доктора-еврея Ашера Уолка. В 2021 году он стал постоянным актёром на предстоящий пятый сезон. Последний эпизод с его участием вышел в эфир 2 апреля 2024 года в седьмом и последнем сезоне сериала.
9 июня 2022 года было объявлено, что Галвин сыграет главную роль в музыкальном комедийном фильме «Театральный лагерь», вдохновлённом одноимённым короткометражным фильмом 2020 года, написанным в соавторстве с его партнёром Беном Платтом, а также с Молли Гордон и Ником Либерманом. Мировая премьера фильма состоялась на кинофестивале «Сандэнс» 21 января 2023 года, а вскоре после этого его приобрела компания Searchlight Pictures для проката в кинотеатрах, который начался 14 июля 2023 года. Саундтрек к фильму, включающий оригинальные песни, написанные Галвином, Платтом, Гордон и Либерманом, был выпущен в тот же день компанией Interscope Records. Фильм был выпущен на стриминговом сервисе Hulu и с помощью VoD 14 сентября 2023 года. За роль Гленна Уинтропа Галвин был номинирован на премию Independent Spirit Awards в категории «Лучшая роль второго плана».
В декабре 2022 года Ной Галвин снялся в праздничной романтической комедии канала Meet Cute «Christmasuzannukkah» вместе с Эми Седарис.

## Личная жизнь
Ной Галвин — гей, он сделал каминг-аут матери, когда ему было 14 лет. 12 января 2020 года он начал встречаться с Беном Платтом, которого Ной заменил в главной роли в фильме «Дорогой Эван Хансен» в 2017 году. Они объявили о своей помолвке 25 ноября 2022 года, а на День труда, который отмечался в США 2 сентября 2024 года, пара поженилась.

## Фильмография

### Фильмы
| Год  | Заголовок               | Роль                | Примечания                                         |
| ---- | ----------------------- | ------------------- | -------------------------------------------------- |
| 2013 | Земля обетованная       | Джексон             | Короткометражный фильм                             |
| 2014 | Добро пожаловать в Вэйн | Лейф Борневелл III  | Короткометражный фильм                             |
| 2018 | Нация убийц             | Марти               |                                                    |
| 2019 | Книжный магазин         | Джордж              |                                                    |
| 2020 | Театральный лагерь      | Брэдли «Бэби» Бьорн | Короткометражный фильм; также сценарист и продюсер |
| 2023 | Театральный лагерь      | Гленн Уинтроп       | Также сценарист и продюсер                         |

### Телевидение
| Год       | Заголовок                   | Роль                    | Примечание                                                   |
| --------- | --------------------------- | ----------------------- | ------------------------------------------------------------ |
| 2015      | Детективы выходного дня     | Джош                    | Эпизод: «Доказательство концепции»                           |
| 2016–2017 | Настоящие О'Нилы            | Кенни О'Нил             | Главная роль; 29 серий                                       |
| 2017      | Королевские гонки Ру Пола   | Судья                   | Сезон 9, эпизод 9                                            |
| 2020–2023 | Дом совы                    | Джербо                  | Озвучка, 3 эпизода                                           |
| 2020–2024 | Хороший доктор              | Доктор Ашер Уолк        | Второстепенная роль (4-й сезон); главная роль (5–7-й сезоны) |
| 2021      | Необыкновенный плейлист Зои | Терапевтический пациент | Эпизод: «Необычайное двойное свидание Зои»                   |
| 2021      | Другие двое                 | Эдди                    | Эпизод: «Пэт общается со своими поклонниками»                |

### Аудио-работы
| Год       | Заголовок               | Роль            | Примечания                            |
| --------- | ----------------------- | --------------- | ------------------------------------- |
| 2017      | Хорошо быть тихоней     | Чарли Келмекис  | Аудиокнига — главная роль             |
| 2018      | А что, если это мы?     | Артур Сьюз      | Аудиокнига — главная роль             |
| 2018      | Мужество быть нелюбимым | Молодой человек | Аудиокнига — главная роль             |
| 2019–2020 | Два принца              | Принц Руперт    | Аудиокнига — главная роль, три сезона |
| 2021      | За нас!                 | Артур Сьюз      | Аудиокнига — главная роль             |
| 2021      | Мурашки по коже: Мюзикл | Брайан Колсон   | Оригинальная студийная запись актёров |
| 2022      | Christmasuzannukah      | Ной             | Подкаст — главная роль                |